# Felttoget i Sydvestafrika
Felttoget i Sydvestafrika fandt sted under første verdenskrig. Styrker fra Sydafrika trængte ind i og erobrede Tysk Sydvestafrika, nutidens Namibia, som et led i den større konflikt mellem Tyskland og Storbritannien.
Da krigen brød ud i Europa, var de sydafrikanske myndigheder opmærksomme på, hvilken fare den fælles grænse med den tyske koloni indebar. Statsminister Louis Botha informerede de britiske myndigheder om, at Sydafrika havde til hensigt at forsvare sig selv, og Storbritannien anmodede Sydafrika om at invadere den tyske koloni. Dette svarede Botha positivt på.
Sydafrika mobiliserede og opbyggede styrker langs grænsen i september 1914. Lige efter dette besatte sydafrikanske styrker havnebyen Lüderitz.
Imidlertid havde tyskerne en del sympati blandt boerne efter den tyske støtte i den anden boerkrig bare 12 år tidligere. Dette førte til Maritzoprøret, som tog opmærksomheden hos de sydafrikanske myndigheder og forsinkede videre felttog mod den tyndt forsvarede tyske koloni.
Men i marts 1915 invaderede de sydafrikanske styrker med 67.000 mand både til søs og til lands for at besætte den tyske koloni. En landstyrke på 3.000 mand marcherede i to uger 400 kilometer gennem Kalahari-ørkenen. Den sydafrikanske statsminister Louis Botha havde selv kommandoen over styrkerne, som tidligt besatte dybhavnen Walvis Bay og Swakopmund i nord. Under invasionen mødte besætterne både landminer og forgiftede vandkilder samt intens modstand en del steder. Hovedstaden Windhoek faldt 20. maj. På dette tidspunkt havde de sydafrikanske styrker kontrol over det meste af landet, og de tyske styrker blev senere presset op i det nordvestlige hjørne af området. De blev slået i et slag ved byen Otavi 1. juli og overgav sig ved Khorab 9. juli 1915.
- Wikimedia Commons har flere filer relateret til Felttoget i Sydvestafrika

28°01′42″S 19°44′27″Ø / 28.0283°S 19.7408°Ø